# ألبرت نورتن ريتشاردز
ألبرت نورتن ريتشاردز هو محامي وسياسي كندي، ولد في 8 ديسمبر 1821 في بروكفيل في كندا، وتوفي في 6 مارس 1897 في فيكتوريا في كندا. حزبياً، نشط في الحزب الليبرالي الكندي. وقد انتخب Lieutenant Governor of British Columbia ‏ (1876 – 1881) وانتخب عضو مجلس العموم الكندي.